# Geert Buvé
Geert Buvé (19 gennaio 1968) è un ex giocatore di calcio a 5 belga.

## Carriera
Con la Nazionale maschile di calcio a 5 del Belgio ha partecipato allo European Futsal Tournament 1996 (in cui i diavoli rossi hanno vinto il bronzo), al FIFA Futsal World Championship 1996 (eliminati al secondo turno) e infine all'UEFA Futsal Championship 1999 (primo turno). In totale, Buvé ha disputato 66 incontri con la nazionale.